# Интер (телеканал)
«Интер» (укр. Інтер) — украинский телеканал.
Телеканал входит в холдинг Inter Media Group, принадлежащий Дмитрию Фирташу. В холдинг также входят каналы «Интер+», «Enter-фильм», «К1», «К2», «НТН», «Мега», «Zoom», «Пиксель TV».

## История
26 апреля 1996 года лицензию на право вещания по сети УТ-3 12 часов в сутки получила новосозданная компания «Украинская Независимая ТВ-корпорация», создав канал под названием «Интер». Одним из соучредителей корпорации стал российский канал «ОРТ». Его доля в украинской компании составляла 29 %. Помимо «ОРТ», в число учредителей вошли Ассоциация делового сотрудничества и развития «Деловой мир», Фонд госимущества и Фонд 200-летия А. С. Пушкина. Основой концепции телеканала «Интер» был прокат на Украине программ и передач, выходивших на российском телеканале «ОРТ».
Телеканал начал вещание 20 октября 1996 года в 14:00, когда в эфир вышла программа «Интер — день сегодняшний». С момента основания «Интера» генеральным директором был Александр Зинченко, ставший впоследствии почётным президентом телеканала.
С 2001 по 2006 год телеканал «Интер» возглавлял Владислав Ряшин. За время его руководства была создана информационно-аналитическая, новостная и развлекательная база, налажено собственное производство сериалов, а мюзиклы, произведённые «Интером», в течение следующих 4-5 лет были в новогоднем телеэфире России и Украины.
23 октября 2001 года «Интер» получил лицензию на право эфирного вещания и трансляции телетекста по всей территории Украины сроком до июля 2015 года.
20 октября 2002 года «Интер» прекратил ретрансляцию большинства передач «Первого канала».
30 декабря 2002 года «Интер» перешёл на круглосуточное вещание.
13 января 2003 года запущена международная версия телеканала «Интер» — «Интер+».
В 2005 году «Интер» заключил контракт с продакшн-компанией «Студия Квартал-95», с 2007 года они начали работать на эксклюзивных условиях. Компания производила телевизионные проекты «Вечерний квартал», «Вечерний Киев», «Пороблено в Украине», «Миллионер — Горячее кресло» и «Рассмеши комика».
В 2006 году телеканал «Интер» открыл «Интершколу» — медиаобразовательную программу, цель которой подготовка высококлассных специалистов в области телевидения.
В 2007 году в составе медиагруппы «Интер» начала свою работу студия «07 Продакшн», которая занимается производством документального кино и телепередач.
1 декабря 2010 года была запущена HD-версия телеканала «Интер» в тестовом режиме. Концепция вещания копировала основной телеканал, а трансляция некоторых программ, в частности «Подробностей», происходила с растяжением картинки с 4:3 до 16:9. 10 января 2011 года тестовая трансляция была прекращена. При этом было заявлено, что Интер HD вернётся в эфир к Евро-2012, но этого не произошло. 12 апреля 2021 года «Интер» полноценно перешёл на HD-формат.
В октябре 2012 года «Интер» прекратил сотрудничество со «Студией Квартал-95» из-за повышения цен на её продукты, и она заключила соглашение с телеканалом «1+1».
10 декабря 2012 года «Интер» и международный фонд «Возрождение» подписали меморандум о создании на телеканале общественного наблюдательного совета, который будет осуществлять независимый мониторинг его информационной деятельности. В это же время журналисты связывали уход акционера телеканала Валерия Хорошковского из правительства с изменением информационной политики «Интера», которая стала критичной к власти. С нового года телеканал «Интер» не продлил контракт с Евгением Киселёвым и закрыл его политическое ток-шоу «Большая политика», вместо которого с 25 января начала выходить «Справедливость» с Анной Безулик.
1 февраля 2013 года группа Дмитрия Фирташа DF Group объявила о покупке 100 % Inter Media Group. После этого, телеканал возглавил Егор Бенкендорф, а его информационное вещание — Евгений Киселёв (до 2 октября 2013 года). Новые топ-менеджеры закрыли программу Анны Безулик «Справедливость», пригласив на канал Савика Шустера со своим ток-шоу «Шустер live». В марте был ликвидирован общественный совет, поскольку новый менеджмент посчитал, что «канал не нуждается во внешнем надзоре и цензуре своей работы».
В марте 2014 года телеканал «Интер» прекратил вещание в Крыму и Севастополе и был заменён на российский «НТВ», а затем — на «Первый канал». В кабельных сетях на его месте продолжает вещать международная версия канала — «Интер+».
2 июня 2014 года в интервью газете «Комсомольская правда в Украине» руководитель Inter Media Group Анна Безлюдная рассказала, что в течение года планирует существенно расширить производство авторских программ на телеканале «Интер»: «Я очень рассчитываю, что на „Интере“ появятся собственные авторские программы, будет больше качественной документалистики. В последнее время на Украине господствовало сплошное информационное и развлекательное телевидение. Или новости, или развлечения, или что-то среднее между этим. Интересных авторских проектов почти не было. Ведь субъективный, авторский взгляд сейчас может оказаться более востребованным, чем покупные форматы».
C 2016 по 2023 год главой правления телеканала «Интер» была Екатерина Шкуратова.
15 октября 2016 года телеканал перешёл на формат вещания 16:9.
По результатам 2017 года доля телеканала «Интер» составила 9,69 % (по аудитории 18+) и 6,9 % (по аудитории 18-54).
С 13 октября 2018 года телеканал в связи с языковыми квотами окончательно отказался от русскоязычного вещания программ («Вещдок», «Касается каждого», «Жди меня. Украина»), идущих в эфире с 7:00 до 22:00. Украинизация коснулась ежедневных выпусков «Подробностей», выходивших на русском языке с 1996 по 2018 год. На самом портале «Подробности.ua» и его сообществах в социальных сетях новости по-прежнему публикуются на украинском и русском языках. При этом для ряда спецпроектов и передач («Вещдок: Особый случай\Личное дело\Опережая время\Большое дело», «Другая жизнь», «Готовим вместе»), а также некоторых сериалов, советских художественных и анимационных фильмов русский язык сохранялся. С 16 июля 2021 года телеканал в связи со вступлением в силу новых норм закона Украины «Об обеспечении функционирования украинского языка как государственного» категорически отказался переводить на украинский язык все советские художественные и анимационные фильмы, а также некоторые сериалы, спецпроекты и передачи, и они продолжали выходить в эфир исключительно на русском языке с украинскими субтитрами.
В ходе президентских и парламентских выборов 2019 года телеканал поддерживал Юрия Бойко и партию «Оппозиционная платформа — За жизнь» (вместе с телеканалами «NewsOne», «ZIK» и «112 Украина»). Ранее, освещая предвыборные кампании, телеканал положительно оценивал в информационных сообщениях деятельность «Партии регионов» и КПУ, а после Евромайдана и до партийного раскола — «Оппозиционного блока».
В связи со вторжением России на Украину с 24 февраля 2022 года телеканал круглосуточно транслирует информационный марафон «Единые новости». До 14 июня 2024 года в эфире отсутствует реклама.
В феврале 2022 года начались проблемы с финансированием телеканала, а также кадровые изменения, увольнение ведущих и сотрудников, в том числе: Андрей Доманский, Андрей Данилевич, Анатолий Бондаренко, Александр Лукьяненко, Дмитрий Чистяков, Ян Иванишин, Павел Прядко, Ирина Юсупова и Жанна Тихонова.
14 ноября 2023 года Анна Безлюдная уволилась с телеканала, а вместо Екатерины Шкуратовой новой главой правления стал Александр Пилипец. Он ранее был шеф-редактором телеканала и почти десять лет возглавлял ООО «НИС» («Национальные информационные системы»), которое изготовляет информационные программы медиагруппы.
10 июля 2025 года телеканал сообщил о уменьшении зарплат и увольнении сотрудников из-за сокращения штата и финансовых проблем.

## Критика и скандалы
Телеканал назывался пиар-инструментом Дмитрия Фирташа для продвижения собственных политических проектов (вроде партии Оппозиционный блок) и сведения счетов с деловыми и политическими конкурентами. Бывшие сотрудники телеканала говорили о прямом вмешательство в редакционную политику со стороны руководства телеканала.

### Массовое увольнение журналистов (2007)
В начале 2007 года на канале произошла смена менеджмента — главой правления был назначен Сергей Созановский, а генеральным продюсером Анна Безлюдная. Практически сразу между новым менеджментом и коллективом информационной службы начался конфликт из-за изменения условий труда, в частности, снижения зарплат и перевода производства новостей с самого канала на отдельную структуру, «Национальные информационные системы». Собственник канала Валерий Хорошковский поддержал действия менеджмента, в результате чего из информационной службы уволились более ста человек — что стало самым массовым одновременным исходом кадров за всю историю украинского телевидения.

### Переписка с представителями ДНР
3 августа 2016 года был опубликован архив почтового ящика ведущего аналитика Министерства информации ДНР Татьяны Егоровой, содержащий более 1600 входящих и исходящих писем. Согласно ему, журналисты «Интера» и россияне Леонид Муравьёв (которому был запрещён въезд на Украину весной 2015 года «за пропагандистские материалы о конфликте на Донбассе», въезд запрещён на ближайшие 5 лет) и креативный продюсер «Подробностей недели» Мария Столярова в 2015 году согласовывали тематику и содержание каждого репортажа из ДНР с местным министерством информации, чьи сотрудники проверяли итоговые версии (так, одним из требований было удаление из репортажей слова «террористы») и иногда делились дополнительной информацией. Помимо этого, сотрудники Интера создавали видеоролики для чёрного пиара ряда политиков «Народного фронта» и рекламного продвижения депутата Сергея Каплина и «Оппозиционного блока» (вместе с руководителями НИС Назиром Бедировым и Игорем Шуваловым)
СБУ планировала изучить опубликованные материалы, но к сентябрю никто из руководства НИС на допросу приглашён не был. К осени 2015 года Муравьёв работал на российском телеканале ТВ Центр, а в феврале 2016 года Столярова была выдворена из Украины.

### Депортация журналистов
В январе и феврале 2014 года СБУ дважды принимала и отменяла решение о запрете на въезд в страну российского политтехнолога Игоря Шувалова, работающего руководителем новостного продакшена медиагруппы Интер. 22 мая 2017 года Шувалов был выдворен с Украины с запретом въезда сроком на пять лет.
В феврале 2016 года из страны на пять лет была депортирована работавший на Национальные информационные системы креативный продюсер и гражданка России Мария Столярова, которая во время прямого эфира программы «Подробности недели» 21 февраля прервала трансляцию общения журналиста Интера с родными погибших на Евромайдане со словами: «Ну-ка, давайте заканчивайте эту х*ню». Случившееся она объясняла технической ошибкой и пообещала принести извинение родственникам погибших. Через два дня телеканал уволил Столярову по соглашению сторон, видеозапись её выдворения была позже опубликована СБУ.

### Инцидент в новогоднем эфире с участием российских звёзд (2014)
Вечером 31 декабря 2014 года в эфире телеканала вышло новогоднее шоу с участием ряда российских артистов, входящих в список персон нон грата на Украине. Это Иосиф Кобзон, Валерия, Олег Газманов и другие. Появление в эфире данных артистов сразу вызвало большое количество негативных комментариев в блогосфере и соцсетях. Решение канала поставить в эфир данную программу вызвало отрицательную реакцию и у ряда украинских государственных деятелей. Так, например, глава Совета национальной безопасности и обороны Украины Александр Турчинов потребовал оставить его без лицензии, заявив, что «В новогоднюю ночь, когда вся нация чувствовала единение, телеканал „Интер“ традиционно действовал против украинского государства, транслируя концерт тех людей, которые издевались над нашей страной, поддерживая террористов и приветствуя захват Крыма и Донбасса». Руководство телеканала заявило, что это требование является провокацией и политическим давлением на СМИ.

### Давление на телеканал
В 2014—2016 годах представители телеканала заявляли о беспрецедентном политическом давлении, в частности, симпатиками партии «Народный фронт», деятельность которой была под пристальным вниманием журналистов телеканала; «титушек».

#### Нападения, теракт и блокада (2016)
2 июня 2016 года четверо неизвестных в масках подожгли вход в офис телеканала «Интер».
4 сентября того же года 20-30 человек в масках попытались захватить и подожгли студию телеканала «Интер» вместе с находившимися в здании людьми. Они также подложили противотанковую мину. В результате совершённого поджога полностью сгорела студия программы «Подробности», люди попали в больницу. Полиция возбудила уголовное дело по статьям 296 (хулиганство) и 194 (умышленное уничтожение или повреждение имущества) Уголовного кодекса Украины, были задержаны несколько лиц, причастных к поджогу, но потом их отпустили как участников АТО. Нападение осудили в ОБСЕ. В итоге никто задержан не был.
6 сентября стало известно, что за нападением стоят, в частности, бойцы радикальных украинских организаций «ОУН» и «Чёрный комитет». После разгрома здания его окружали десятки людей в камуфляже, сидящие без дела и не дающие людям доступ в здание или из здания. Несмотря на незаконность их действий, полиция не вмешивалась. Блокада продлилась два дня и была снята без каких-либо соглашений. Как заявил телеканал:

Мы требуем объективного публичного расследования террористической атаки и поджога, совершённых 4 сентября, блокирования главного телецентра «Интер Медиа Груп», незаконного препятствования профессиональной деятельности журналистов 5-6 сентября и привлечения виновных к ответственности независимо от их должностей
Совет Европы (СЕ) и Госдепартамент США осудили нападение радикалов на редакцию украинского телеканала «Интер», призвав Киев вмешаться в сложившуюся ситуацию. Министр внутренних дел Украины Аваков заявил, что, по одной из версий, сотрудники телеканала подожгли здание сами. «Оппозиционный блок» заявил о том, что к организации и проведению террористической атаки 4.09.16 причастны Арсений Яценюк, Арсен Аваков, Александр Турчинов, Сергей Пашинский и другие политики правящей коалиции. Александр Вилкул утверждает, что напавшим на «Интер» платили по 200 долларов вознаграждения, а организовали всё руководители «Народного фронта» Арсен Аваков, Александр Турчинов и Арсений Яценюк.

#### Праздник ко дню Победы (2018)
8 мая 2018 года был опубликован видеоанонс праздничного концерта к празднику 9 мая «Победа. Одна на всех», в сеть попала запись со следующими неоднозначными высказываниями ведущих телеканала в самом конце мероприятия:
Восемь миллионов украинцев погибли от рук фашистских захватчиков. Это наша история. Это наша генетическая память.Анастасия Даугуле
И сегодня мы не можем позволить, чтобы улицы наших городов называли именами фашистских преступников, а их портреты безнаказанно проносили во время факельных шествий в нашей столице, где каждый метр пропитан кровью наших соотечественников.Андрей Доманский
И пусть нам порой кажется, что всё против нас, что мы чужие в своей стране, но это не так. Нас — много, нас — сотни в этом зале и миллионы у экранов телевизоров… Это мы 9 мая приносим цветы к вечному огню, это мы ежегодно восстанавливаем памятники воинам, погибшим в войне с фашизмом.Анастасия Даугуле
Кроме того, ведущие употребляли термины «Великая Отечественная война» и «фашисты» (в рамках проводимой на Украине декоммунизации День победы над нацизмом во Второй мировой войне проводится без использования советских терминов).
Государственный комитет телевидения и радиовещания Украины призвал прекратить попытки раскалывать страну после того, как телеканал «Интер» 8 мая обнародовал ролик, смонтированный ко Дню победы. Несмотря на это, телеканал показал полную версию концерта.
Департамент защиты национальной государственности Службы безопасности Украины (нашёл в речах Даугле и Доманского «признаки пропаганды, которая создаёт искажённое представление об отдельных аспектах исторического развития Украины и дискредитация современных процессов в государстве, связанных с декоммунизацией и становлением национальной идентичности»), Киевская городская организация «Украинской Галицкой партии» вместе с рядом граждан и общественных организаций обратились в Комитет с жалобами на канал, после чего регулятор назначил внеплановую проверку на 11 мая.
9 мая несколько десятков членов «Национального корпуса» и «Национальных дружин» заблокировали главный офис «Интера» в Киеве на улице Дмитриевской, 30. Они расклеили на фасаде здания листовки с надписями «Сделаем „Интер“ украинским (патриотическим)», «„Интер“ будет наш» и потребовали от руководства канала удалить из записи вечерней трансляции концерта провокационные высказывания вроде «сегодня в честь фашистов переименовывают улицы в Украине» и угрозы этого «не допустить» (в котором они нашли отсылку к лозунгам пророссийских сил 2014 года). В тот же день бутылку с зажигательной смесью бросили на лестницу здания компании «Национальные информационные системы» на улице Щусева, 26, ответственность за это ряд СМИ возложил на общественно-политическую организацию «Вільні люди» (рус. «Свободные люди»).

### Праздники ко дню защитника Отечества (2018—2021)
Несколько лет подряд 23 февраля, несмотря на призыв Нацсовета по вопросам телевидения и радиовещания придерживаться законодательства (в частности, закона «Об осуждении коммунистического и национал-социалистического (нацистского) тоталитарных режимов в Украине и запрете пропаганды их символики») при составлении сетки эфиров, телеканал показывал военные фильмы советского производства, тем самым празднуя день защитника Отечества.

### Хакерские атаки (2023, 2024)
23 февраля 2023 года российские хакеры взломали эфир и сайт телеканала, а также ряд других сайтов государственных учреждений Украины. В эфире «Интера» они транслировали гимн СССР и поздравления с днём защитника Отечества.
9 мая 2024 года российские хакеры сломали сигнал телеканала и каналов других медиагрупп, и в эфире транслировали парад победы в Москве. Однако, после уточнения данных в «Inter Media Group» сообщили, что эфир канала не был сломан, но из-за задействованной интерференции телеканалы медиагруппы претерпели перерывы в трансляции продолжительностью 17 секунд, после чего сигнал был восстановлен.

## Время вещания
С момента основания телеканала по будням канал начинал вещание в 8:00. С 10:00 до 18:45 на частоте вещали областные государственные телерадиокомпании. В каждой области телекомпании начинали вещания до или после перерыва в разное время. По выходным вещание канала начиналось в 9:00, с 14:30 до 16:15 — областные государственные телерадиокомпании, вечерний же эфир каждый день заканчивался после 2:00.
С 30 марта 1998 года по 6 октября 2002 года — с 7:00 до 13:00 и 18:00 до 0:00—3:30 (с 13:00 до 18:00 — перерыв и местные ОГТРК). По выходным — с 9:00 до 0:00—2:00 (с 7:00 до 9:00 — местные ОГТРК).
С 7 по 20 октября 2002 года — с 6:00 до 0:00—3:30 (с 13:00 до 18:00 — вещал «Интер+» до местных ОГТРК). По выходным — с 7:00 до 0:00—2:00. (с 7:00 до 9:00 — «Интер+» до местных ОГТРК).
С 21 октября 2002 года — с 6:00 до 2:00—4:00. По выходным — с 7:00 до 3:00.
С 30 декабря 2002 года — круглосуточно.

## Собственники
Лицензия на вещание под логотипом «Интер» принадлежит частному акционерному обществу «Телеканал „Интер“». Акционерами ЧАО «Телеканал „Интер“» к 2013 году через ООО «Украинский медиапроект» (90 %; бенефициаром являются Дмитрий Фирташ, 80 %, и Сергей Лёвочкин, 20 %), а также ООО «Пегас телевидение» (10 %; бенефициаром является Светлана Плужникова, вдова основателя телеканала Игоря Плужникова).
При основателе «Интера» Игоре Плужникове, юридическое лицо «Интера» носило название «Акционерное общество закрытого типа „Украинская независимая ТВ-корпорация“», 29 % акций которому в то время принадлежали российскому телеканалу ОРТ, 20 % числились за ООО «Пегас телевидение», которое связывали с семьёй Плужникова, а в качестве главной управляющей структуры выступала «Ассоциация „Деловой мир“», которой принадлежали остальные 51 % акций компании. Ассоциация «Деловой мир» накануне смены владельцев «Интера» увеличила свою долю на 10 %, приобретя их у фирмы «Пегас телевидение» Плужникова и консолидировав таким образом пакет в 61 %.
Как утверждает российский бизнесмен Константин Григоришин, 19 апреля 2005 года между ним и Игорем Плужниковым было заключено письменное соглашение на сумму 273,9 млн долларов, по которому Григоришин должен был получить 61 % «УНТК». Соглашение должно было быть закрыто до 1 июля 2005 года, однако 22 июня 45-летний Игорь Плужников умер в немецкой клинике «Фридерикенштифт».
71-процентный пакет акций компании «Украинская независимая ТВ-корпорация» (владельца лицензии канала «Интер») после смерти Плужникова унаследовала его жена Светлана, но над «Интером» установили контроль структуры Валерия Хорошковского, который возглавил наблюдательный совет. 7 декабря 2006 года было официально объявлено, что 61 % «УНТК» переходит к компании «Украинский медиапроект», которой владеет Валерий Хорошковский. 10 % акций остались у компании «Пегас телевидение», принадлежавшей Светлане Плужниковой.
В 2006 году «УНТК» приобрела телеканалы Дмитрия Фирташа: «К1», «К2» и «Мегаспорт», заплатив за них около 200 млн долларов, а в 2009 году Фирташ заключил опцион на выкуп более 50 % «УНТК». В 2007 году для управления активами группы «Интер» был создан холдинг U.A. Inter Media Group, который владеет 100 % «Украинского медиапроекта» и другими компаниями, входящими в холдинг. В июле 2012 года АОЗТ «Украинская независимая ТВ-корпорация» изменило название юридического лица на ЧАО «Телеканал „Интер“».
В феврале 2013 года Хорошковский продал свой контрольный пакет акций телеканала «Интер» (холдинг Inter Media Group) Фирташу. Сумма сделки составила 2,5 млрд долларов. По данным издания «Коммерсантъ Украина», Хорошковский решил выйти из бизнеса из-за проблем с властью. Сам он заявил: «В сложившихся обстоятельствах у меня нет возможности обеспечивать дальнейшее развитие группы». Участники рынка называли объявленную цену сделки сильно завышенной. Позднее стало известно, что 20 % акций компании GDF Media limited, которая стала владельцем холдинга U.A. Inter Media Group, принадлежат Сергею Лёвочкину.
В 2015 году Inter Media Group Дмитрия Фирташа выкупила у Первого канала 29 % акций канала, а также оставшиеся 10 % акций у компании «Пегас телевидение». Таким образом, Интер стал исключительно украинским, а также, 100 % акций телеканала «Интер» принадлежат компаниям, собственниками которых являются Дмитрий Фирташ (мажоритарный пакет) и Сергей Лёвочкин (миноритарный пакет).
По состоянию на 31 декабря 2016 года Валерий Хорошковский владел 45 % телеканала, Дмитрий Фирташ — 36 %, гражданин Кипра Васула Константиноу — 10 % (как владелец Pegasus Entertainment Limited), Сергей Левочкин — 9 %.

## Программы

### Информация и аналитика
Информационные программы для канала производит компания ОАО «Национальные информационные системы», принадлежащие Inter Media Group Limited.
- «Новости» — программа, выходящая с понедельника по пятницу в 7:00, 8:00 (в рамках программы «Утро с Интером»), 9:00, 12:00, 17:40
- «Подробности» — новостная программа, выходящая с понедельника по субботу в 20:00
- «Подробности недели» — итоговая программа, выходящая в воскресенье в 20:00

### Познавательные
- «Удачный проект»
- «Готовим вместе»
- «Другая жизнь»

### Утренние
- «Утро с Интером»[75] (ведущие Анастасия Даугуле и Ирина Юсупова)
- «Слово Предстоятеля» (2018—2022) — православная программа, в котором Блаженнейший Митрополит Киевский и всея Украины Онуфрий проводит еженедельную проповедь.

### Ток-шоу
- «Жди меня. Украина»
- «Касается каждого»[76]
- «Полезная программа»

### Документальные проекты
- «Вещдок» — документальный цикл о преступлениях в СССР в период с 1944 по 1991 годы. Выходит с ноября 2016 года. Ведущий — Артём Позняк. Также выходили спецпроекты «Вещдок. Особый случай», «Вещдок. Личное дело», «Вещдок. Опережая время», «Вещдок. Большое дело».

## Бывшие программы
- «Джентльмен-шоу» — юмористическая программа. С ноября 1996 по сентябрь 2000 года выходила на ОРТ. (с 2001 по 2005 года выходила самостоятельно).
- «Маски-шоу» (1996—2006)
- «Уикенд», ведущая Ирина Зинченко (1998—2002)
- «НЛО» («Неопознанный любимый объект»), ведущий Алексей Гончаренко
- «Проснись и пой» (8 марта 1998 — 24 декабря 2006 года), ведущие Владимир Моисеенко и Владимир Данилец
- «Интерспорт», выходила с 12 января 1998 по 25 мая 2007 года
- «N-ный километр», (1999—2002), ведущий Андрей Цаплиенко
- «Караоке на майдане», (17 января 1999 — 29 июля 2007), ведущий Игорь Кондратюк
- «Вкусно с Борисом Бурдой», выходила (30 января 2000 — 26 августа 2006), ведущий Борис Бурда
- «Показуха», ведущий Илья Ноябрёв (2001—2002)
- «Камера смеха», ведущий Олег Филимонов (2001—2003)
- «Академия смеха», ведущий Олег Школьник (2001—2004)
- «LG-еврика», (2 июня 2001—10 июня 2006), ведущие Игорь Кондратюк, Мила Макаревич, Любовь Казарянц
- «Безумный мир», ведущие Алексей Гончаренко и Антон Мухарский (2001)
- «С бодрым утром!», выходила в двух вариантах: студия (30 июня 2001—16 августа 2003) и мультипликация (23 августа 2003—2 сентября 2006)
- «Сейф», ведущая Соня Геляс (2002)
- «Народ против» — азартная игра с участием Дмитрия Диброва (19 июня — 25 декабря 2002)
- «Любовь с первого взгляда», ведущие: Екатерина Виноградова и Павел Костицын (2001—2002), Андрей Доманский и Василиса Фролова (2015)
- «Кто крайний?» (2002—2003)
- «Всемирная история в „Гусаках“» (2002—2003)
- «Девятый вал», ведущий Борис Бурда (2002—2003)
- «Третий лишний» (2002—2004)
- «Мелорама», ведущие Влад Ряшин, Максим Шпанский, Ольга Горбачёва (2002—2007)
- «Все для тебя», (2002—2007, 2021), ведущие Анна Соболева и Юрий Кот (2002—2007), Андрей Доманский (2021)
- «Команда „Эквитэс“» — экстрим-шоу (2003—2004), ведущий Владислав Галкин
- «Все свои» — ток-шоу Дмитрия Нагиева (2003—2004)
- «Осторожно, дети!» (2004)
- «Секретная миссия» — совместный проект с телеканалом «Россия» (2003—2004), ведущий Александр Розенбаум
- «Планета Здоровье» — (2003—2005), ведущий Геннадий Апанасенко
- «Я всё о вас знаю», выходила с 4 ноября 2003 по 9 сентября 2005 года, ведущий Илья Ноябрёв
- «Я памятник себе», ведущий Илья Ноябрёв (2003—2005)
- «Вторая половина» — (12 сентября 2003—2005)
- «Семья от „А“ до „Я“» (2003—2006), ведущая Наталья Сероштанова
- «Действующие лица» (2003—2007), ведущий Александр Колодий
- «Шанс», (28 сентября 2003—9 июня 2007), ведущие Игорь Кондратюк, Наталья Могилевская, Кузьма Скрябин
- «Ключовой момент» (2003—2010), ведущая Наталья Сумская
- «Кумиры и кумирчики», (2004—2005), ведущие Илья Ноябрёв и Тарас Сахно
- «Мистер Кук», ведущий Владимир Зеленский (2004)
- «Гиннесс Шок», ведущий Сергей Романюк
- «Мы всё о вас знаем» (13 сентября 2005—4 августа 2006), ведущие Илья Ноябрёв и Снежана Егорова
- «Игры патриотов», спортивно-развлекательное шоу (2005—2006), ведущий — Павел Костицын
- «Всплеск культуры?» (2005)
- «Песня года в Украине», ведущие Владимир Зеленский, Ольга Горбачёва (2005—2006)
- «Comedy Club Ukraine» (также носил название «Comedy Club Ukraine Kyiv style»). Украинская версия «Comedy Club» в жанре stand-up comedy, ведущий: Александр Педан (2005—2007)
- «Было вашим, стало нашим» (2005—2007)
- «Фестиваль юмора в Юрмале» (2005—2007)
- «ШИКанём!», ведущий Кузьма Скрябин (2005—2008)
- «Квадратный метр», ведущие Антон Мухарский и Антон Середа (2006—2011)
- «Вечерний квартал» — юмористическое шоу производства компании «Студия Квартал-95» (сентябрь 2005—июль 2012), пока не перешло на канал «1+1».
- «Моя хата с краю», (9 сентября—28 октября 2006), ведущий Сергей Сивохо
- «Комедийный клуб» (2006)
- «Один в поле», ведущая Мария Ефросинина (2006)
- «Ранние птички» — (9 сентября 2006—10 февраля 2007)
- «Судебные дела» (2006—2010)
- «Картата потата», ведущая Дарья Малахова (2006—2011)
- «Знак качества» (2007—2012)
- «Модний вирок», ведущие Мария Ефросинина, Оксана Караванская и Борис Моисеев, украинская версия программы «Модный приговор» (2008—2009)
- «Украина, вставай!», ведущие Евгений Кошевой и Елена Кравец (2008—2010)
- «За глаза», ведущая Юлия Литвиненко (2008)
- «Позаочі» (2008—2012, 2021) — программа-интервью с ведущими: Юлия Литвиненко (2008—2012), Анастасия Даугуле и Андрей Данилевич (2021)
- «Служебный романс», ведущие Владимир Зеленский и Руслана Писанка (2008)
- «БУМ» — Битва украинских городов (укр. «Битва Українських Міст»). (2009—2010). Ведущим был Сергей Казанин. Второй сезон назывался «БУМ. Битва славян».
- «Что? Где? Когда? Звёздные войны», (2009—2011) (позже на «1+1»)
- «Большая политика с Евгением Киселёвым» — ток-шоу об общественно-политических проблемах Украины с участием политиков и экспертов (2009—2012), программа шла, пока не была заменена передачей «Справедливость» с Анной Безулик.
- «Остров невезения» (2009), ведущий Илья Ноябрёв
- «Место встречи», ведущие Анастасия Даугуле, Андрей Доманский, Андрей Данилевич (2008—2009, 2014, 2020—2021)
- «Золотой гусь». Потом программа перешла на «Первый национальный» (2009—2012)
- «С новым утром» (2009—2012)
- «Пороблено в Украине» (2010—2011) (ведущие Валерий Жидков и Владимир Зеленский)
- «Золушка для Баскова» (2010—2011)
- «Скептик» (2010)
- «Шустер live» (2010—2012), затем переехал на «112 Украина»
- «Семейный суд» — обновлённая версия программы «Судебные дела» (2010—2014)
- «Школа доктора Комаровского» (2010—2014)
- «Здоровенькі були з Малаховим» — ток-шоу с ведущим Геннадием Малаховым о нетрадиционных методах лечения и ведения здорового образа жизни (2011—2012)
- «Здоровы с Малаховым» — ток-шоу о нетрадиционных методах лечения и ведении здорового образа жизни, (2011). Ведущий — Геннадий Малахов
- «Миллионер — Горячее кресло» — интеллектуальная телевикторина, аналог британской телепередачи «Who Wants to Be a Millionaire?» (По австралийскому формату «Hot Seat») (май—июль 2011). Ведущий — Владимир Зеленский.
- «Вырванный из толпы», (2011), ведущий Сергей Сивохо — телеигра
- «Вкусная лига», ведущая Анастасия Заворотнюк (2011)
- «Семейный размер» (2011)
- «Специя» — кулинарно-познавательная программа, позже — на «К1» (2011)
- «Утренняя почта», ведущие Максим Галкин и Алла Пугачёва, (февраль—декабрь 2011)
- «Майданс» — танцевальное шоу (октябрь 2011—апрель 2012)
- «Сваты у плиты» — кулинарная передача телесериала «Сваты», (2011—2012)
- «Право на встречу», ведущая Елена Яковлева, (сентябрь—ноябрь 2012) (позже на канале «Россия-1»)
- «Летняя кухня с Шепелевым» (2013)
- «Разбор полётов» — ток-шоу с участием звёзд шоу-бизнеса, театра и кино (2011—2012). Ведущими были Отар Кушанашвили и Юлия Литвиненко.
- «Рассмеши комика» — юмористическое развлекательное телешоу производства компании «Студия Квартал-95», где любой участник, обладающий чувством юмора, мог заработать пятьдесят тысяч гривен (2011—2012).
- «Красное или чёрное», ведущие Владимир Зеленский и Дмитрий Шепелев (10 ноября — 15 декабря 2012)
- «Большая разница по-украински», ведущие — Александр Цекало и Иван Ургант (ранее выходила на «ICTV» и «1+1») (2012—2013)
- «Не останавливай меня!» (2012—2013)
- «Спорт в подробностях» (2011—2013)
- «О жизни», ведущий Андрей Пальчевский (изначально совместно с Андреем Малаховым), украинская версия программы «Пусть говорят» (май—декабрь 2012) (позже на телеканале «Первый национальный»)
- «Вечерний Киев» (2012) (ведущие Валерий Жидков и Владимир Зеленский)
- «Большой бокс» (2012, 2015—2021), ведущий — Роман Кадемин, комментирует боксерские поединки — Владимир Гендлин
- «Справедливость» — политическое ток-шоу с ведущей Анной Безулик (январь—февраль 2013), было заменено программой «Шустер live» Савика Шустера.
- «Большие танцы», ведущая Жанна Бадоева (март—апрель 2013)
- «Одна семья» — музыкальное шоу. Ведущий — Дмитрий Шепелев (2013)
- «Сосед на обед» (2013)
- «Глянец» (2013)
- «АвтоПарк. Парк автомобильного периода» (2013)
- «Давай одружимося», ведущая Анфиса Чехова, украинская версия программы «Давай поженимся!», (июль 2013—январь 2014) (ранее на «СТБ», «1+1» и «К1»)
- «Афёра», ведущий Илья Ноябрёв (2014)
- «Чёрное зеркало» — общественно-политическое ток-шоу с Евгением Киселёвым, позже с Алексеем Лихманом (2014—2017)
- «Добрый вечер на Интере» — развлекательная телеигра (2016)
- «Круче всех» (2017—2019)
- «Украина удивляет» (2018)
- «Правила выживания» (2018—2019) — ток-шоу о качестве жизни. Ведущие: Вера Борсук (2018) и Александр Лукьяненко (2019)
- «Роман с Ольгой» (2019) — ток-шоу о взаимоотношениях между мужчинами и женщинами. Ведущие: Роман Кадемин и Ольга Фреймут
- «6 соток» (2019—2021)
- «Криминал», ведущий Константин Стогний
- «Хорошее здоровье на Интере» (2020) — медицинское ток-шоу. Ведущий — Александр Лукьяненко
- «Мир или война» (2020) — общественно-политическое ток-шоу (позже выпуски выходили на «НТН»)

## Спецпроекты

### Мюзиклы к Новому году
- 2000 — «Новый год на Интере»
- 2001 — «Вечера на хуторе близ Диканьки»
- 2002 — «Золушка»
- 2003 — «За двумя зайцами», «Снежная королева», «Безумный день, или Женитьба Фигаро»
- 2004 — «Двенадцать стульев», «Три мушкетёра», «Сорочинская ярмарка» (укр. «Сорочинський ярмарок»)
- 2005 — «Новогодний огонёк», «Приключения Верки Сердючки» (укр. «Пригоди Вєрки Сердючки»)
- 2006 — «Карнавальная ночь на Интере», «Звёздные каникулы»
- 2007 — «Очень новогоднее кино, или Ночь в музее» (укр. «Дуже новорічне кіно, або Ніч у музеї»)
- 2008 — «Одноклассники. Новогодняя встреча»
- 2009 — «Казаки»
- 2010 — «Новогодние сваты»
- 2011 — «Новогодний квартал»
- 2012 — «День рождения Интера. 16 лет» (укр. «День народження Інтера. 16 років»)
- 2013 — «Ночь больших ожиданий» (укр. «Ніч великих сподівань»)
- 2014 — «Жди меня в Новый год»
- 2015 — «Поверь в мечту!»
- 2016 — «Остаёмся зимовать»
- 2017—2019 — «Главная ёлка страны»
- 2020 — «Место встречи. Новый год»
- 2021 — «Ждём весны в Новый Год»

### Ко Дню Победы
- 2005 — концерт «Мы про вас помним»
- 2006 — марафон «Благодарим за Победу!» и концерт «Наши песни»
- 2011 — концерт «Праздник со слезами на глазах»
- 2014 — спецвыпуск програми «Касается каждого»
- 2014—2016 — спецвыпуски програми «Жди меня. Украина»
- 2013—2021 — марафон «Наша Победа» и концерт «Победа. Одна на всех»

### Ко Дню Независимости
- 2013 — марафон «День рождения страны» и концерт «Живи в Украине»
- 2015 — марафон «Украина впечатляет» (укр. «Україна вражає»)
- 2015, 2017 — концерты «Мечта об Украине»
- 2016, 2018 — концерты «Україна від А до Я»
- 2019 — концерт «Юбилейный вечер Софии Ротару»
- 2020—2021 — концерт «Таисия Повалий. Украина. Голос. Душа»

## Шоу «Игры патриотов»
С 2005 по 2006 год выходило спортивно-развлекательное шоу «Игры патриотов» с Павлом Костицыным, съёмки проходили во Франции. С 2008 года шоу «Игры патриотов» транслировали на телеканале «К1» под слоганом «Назад в будущее!». С 2010 года шоу «Игры патриотов» транслировали на телеканале «Мега» вместе с российским спортивно-развлекательным проектом «Большие гонки», который транслировали на «Первом канале».

## Проекты

### Интершкола
В 2006 году телеканал «Интер» открыл «Интершколу» — медиаобразовательную программу, цель которой подготовка высококвалифицированных специалистов в области телевидения. Обучение в «Интершколе» происходит по следующим специализациям — продюсер, режиссёр, сценарист, журналист, оператор, звукорежиссёр, телеведущий, режиссёр монтажа. Также спецкурсы «Комильфо», «Фотокурс» и «Телемалыш». Зачисление слушателей происходит на конкурсной основе. Слушатели программы участвуют в производстве телепрограмм различных жанров на производственной базе телеканала «Интер» и телеканалов медиагруппы. Лучших участников программы «Интершкола» приглашают к сотрудничеству и зачисляют в кадровый резерв медиагруппы «Интер».
Партнёры и консультанты программы «Интершкола»: КНУКиИ, «Первая национальная школа телевидения», учебный центр «Практика» (Россия), Британский Совет в Украине ВВС, Британская школа кино и телевидения, Французский культурный центр в Украине, ведущие специалисты в области кино и телевидения: режиссёр Кшиштоф Занусси, Ада Роговцева, Владимир Талашко, режиссёр и сценарист и продюсер Виктория Трофименко, режиссёр и сценарист Аркадий Непиталюк, ведущий и режиссёр Михаил Марфин, сценарист Алексей Поярков, редактор Ирина Кемарская, продюсеры Нина Зверева, Михаил Козырев и другие.

### Фонд «Интердетям»
Канал основал благотворительный фонд, программа которого ориентирована на помощь сиротам, больным детям, спортивным и творческим организациям и молодым талантам. Директором фонда является ведущая Даша Малахова.

### Люди Победы (серия книг)
«Люди Победы» — серия книг о ветеранах Великой Отечественной войны. В октябре 2015 года издан первый том о ста ветеранах из Киева и области. В апреле 2017 года издана вторая книга «Люди победы. Будем жить». В апреле 2018 года канал выдал третью книгу. В апреле 2019 года издана четвёртая книга.

## Ведущие и главные лица канала[77]
- Анатолий Бондаренко
- Дмитрий Чистяков
- Артём Позняк
- Анастасия Даугуле
- Ирина Юсупова

### Бывшие ведущие
- Андрей Доманский
- Андрей Данилевич
- Андрей Дромов
- Александр Лукьяненко
- Павел Прядко
- Жанна Тихонова
- Жанна Бадоева (наложено санкции СНБО)

## Кинопроизводство
Телеканал завершил производство множества картин собственного производства, среди которых: мелодраматический сериал с элементами мистики «Колдовская любовь», двухсерийный телевизионный фильм-мелодрама «Любовь на асфальте», ироническая мелодрама «Ёлка, кролик, попугай», романтическая комедия «7 дней до свадьбы», ироническая мелодрама «Исповедь Дон Жуана», а также романтические ленты «Сказка о мужчине и женщине» и «Хочу ребёнка» и др.

## Награды
- Национальная премия «Имперская культура» имени Эдуарда Володина в номинации «Славянское единство» (2019, Россия) — за документальный проект «Наш Блаженнейший»[78]